# Метрополитано де Мерида
Метрополита́но де Ме́рида (исп. Estadio Metropolitano de Mérida) — третий по вместительности футбольный стадион Венесуэлы, расположенный в городе Мерида, административном центре одноимённого штата. Вместимость стадиона составляет 42 200 зрителей. На «Метрополитано» выступают два двукратных чемпиона Венесуэлы — клубы «Эстудиантес де Мерида» и УЛА.

## История
Строительство нового стадиона в Мериде началось в 2005 году. Через 165 дней после закладки первого камня, 7 декабря 2005 года, стадион был «условно открыт» по случаю проведения церемонии открытия Национальных спортивных игр Венесуэлы. В церемонии открытия была задействована только одна из запланированных четырёх трибун, вместившая 16 тыс. зрителей. После окончания Национальных игр строительство было возобновлено не сразу, поскольку правительству страны нужно было пересчитать бюджет в связи с заморозкой. В итоге в январе 2016 года был проведён аудит, и сумма затрат на строительство «Метрополитано» была оценена в 107 274 982 долларов США (230 млрд боливаров). Сам стадион стал главной частью Олимпийского городского комплекса «Пять белых орлов» (исп. Complejo Olímpico Metropolitano «Cinco Águilas Blancas»). Архитектором проекта стал Карлос Суэскун.
Полноценное открытие «Метрополитано де Мерида» состоялось 25 мая 2007 года товарищеским матчем между сборными Венесуэлы и Гондураса. Хозяева одержали победу со счётом 2:1, а первый гол в истории стадиона на 18-й минуте забил защитник «винотинто» Леонель Вьельма.
Арена была построена к Кубку Америки, который в 2007 году впервые в истории организовывала Венесуэла. «Метрополитано» вмещает 42,2 тыс. зрителей, что делает его третьим по вместительности стадионом страны.
В рамках Кубка Америки 2007 в Мериде состоялись три игры:
- 26 июня 2007. Группа A.  Уругвай —  Перу — 0:3
- 3 июля 2007. Группа A.  Перу —  Боливия — 2:2
- 3 июля 2007. Группа A.  Венесуэла —  Уругвай — 0:0

## Спортивные соревнования
- Национальные спортивные игры Венесуэлы 2005
- Кубок Америки 2007
- Игры Центральной Америки и Карибского бассейна 2010 (часть соревнований, официальным организатором было Пуэрто-Рико)